# 島田虎之介
島田 虎之介（しまだ とらのすけ）は、日本の漫画家。

## 来歴
CF制作会社勤務を経て、2000年 「エンリケ小林のエルドラド」（『ラスト・ワルツ』第1話）でアックスマンガ新人賞佳作を受賞し、39歳でデビュー。2008年 『トロイメライ』で手塚治虫文化賞新生賞を受賞。2020年 『ロボ・サピエンス前史』で第23回文化庁メディア芸術祭マンガ部門大賞受賞。

## 作品リスト

### 長編
- 『ラスト・ワルツ』（青林工藝舎 2002年11月刊）ISBN 978-4883791217
  - 『ラスト・ワルツ　新装改訂版』（青林工藝舎 2014年11月刊）ISBN 978-4883794041
- 『東京命日』（青林工藝舎 2005年1月刊）ISBN 978-4883791774
- 『トロイメライ』（青林工藝舎 2007年7月刊）ISBN 978-4883792467
- 『ダニー・ボーイ』（青林工藝舎 2009年8月刊）ISBN 978-4883792979
- 『九月十月』（小学館 2014年11月刊）ISBN 978-4091886712  ＊書き下ろし。『月刊IKKI』2014年11月号（休刊号）に一部先行掲載された[4]。
- 『ロボ・サピエンス前史』(講談社『月刊モーニングtwo』2018年9月号〜2019年8月号連載、2019年8月刊)(上巻) ISBN 978-4-0651-6886-8 (下巻) ISBN 978-4-0651-6887-5

### 短編
- 「カム・サンデイ 東京命日余話」（新風舎『少年文芸』2005年初夏創刊号）
- 「猛スピードで母は」（原作：長嶋有。光文社『小説宝石』2010年5月号〜7月号連載。『長嶋有漫画化計画』（光文社 2012年3月刊）収録）ISBN 9784334928124
- 「猫を飼う」（青土社『ユリイカ』2010年11月号）
- 「土佐の海は世界の海」（原作：牧野夏子。福音館書店『おおきなポケット』2011年3月号）
- 「ZOMBIE」（竹書房のweb漫画サイト「マンガ・オブ・ザ・デッド」2012年1月5日掲載。『マンガ・オブ・ザ・デッド』（竹書房 2012年12月刊）収録）ISBN 978-4-8124-9264-2
- 「島田猫之介」（同人誌『線と情事』創刊号 2013年4月）
- 「enchanted」（青土社『ユリイカ』2013年11月臨時増刊号「総特集=小津安二郎 生誕110年/没後50年」）
- 「私の手塚治虫」（『手塚治虫文化賞20周年記念MOOK マンガのDNA ―マンガの神様の意思を継ぐ者たち―』（朝日新聞出版 2016年9月刊）ISBN 978-4022724885
- 「22ND CENTURY EARLY SUMMER」（『小津安二郎 大全』（朝日新聞出版 2019年3月刊））ISBN 9784022515995
- 「白い町」（『片岡義男COMIC SHOW』（左右社 2019年11月刊）収録）ISBN 978-4865282528

## 受賞歴
- 1999年度 - 第2回アックスマンガ新人賞佳作
- 2008年度 - 第12回手塚治虫文化賞新生賞受賞 『トロイメライ』
- 2020年 - 第23回文化庁メディア芸術祭マンガ部門大賞受賞 『ロボ・サピエンス前史』[5]